# Lianhua, Dinghu
Lianhua är en köping i sydöstra Kina. Den ligger i stadsdistriktet Dinghu i staden Zhaoqing i provinsen Guangdong,  omkring 61 kilometer väster om provinshuvudstaden Guangzhou. Antalet invånare är 32 139. Befolkningen består av 15 479 kvinnor och 16 660 män. Barn under 15 år utgör 15,0 %, vuxna 15-64 år 76 %, och äldre över 65 år 7,0 %.